# Primolius
Primolius là một chi chim trong họ Psittacidae.